# 신 가면라이더
《신 가면라이더》(일본어: シン・仮面ライダー)는 2023년 3월 18일에 개봉한 일본 영화이다. 시네바젤 제작, 안노 히데아키 각본 및 감독의 가면라이더 시리즈 작품이며 가면라이더 탄생 50주년 기획 작품 가운데 하나이다.
안노 히데아키가 감독을 맡아본 실사작품으로서는 《신 고질라》 이래 작품이다.
현대를 무대로 1971년 방송된 텔레비전 시리즈 《가면라이더》, 이시노모리 쇼타로의 원작만화 《가면라이더》를 참고해가며 새로운 이야기를 만들었다. 영화 곳곳에 원점 《가면라이더》에 대한 리스펙트가 담겨 있으며 조연 캐스트의 대부분을 영화 공개 이전까지 꽁꽁 숨겼기에 극장을 찾은 관객들에게 서프라이즈를 안겨주었다.

## 줄거리
혼고 다케시(本郷猛)는 수수께끼의 조직에게 납치당하나, 미도리카와 루리코(緑川ルリ子)의 도움을 받아 함께 오토바이로 연구시설에서 탈출한다. 그 와중에 루리코는 쿠모오그(クモオーグ)와 그 부하 전투원들에게 포획되고 만다. 혼고는 밧타오그(バッタオーグ)로 변신하여 전투원들을 참살, 루리코를 구출하여 은신처에 몸을 숨긴다. 그곳에서 나타난 루리코의 아버지 미도리카와 히로시(緑川弘)는 혼고를 생체 에너지 프라나의 힘으로써 변신시키는 곤충합성형 오그멘테이션 프로젝트의 최고걸작으로서 강대한 살상능력을 가진 신체로 업그레이드했음을 밝힌다. 히로시는 그 힘을 개인의 에고가 아닌 타인을 위해 사용해 자신들이 빠져나온 조직에 대항해주었으면 한다고 말하나, 그곳에 출현한 쿠모오그에게 살해당하고 만다. 다시금 루리코를 데리고 사라진 쿠모오그를 쫓아 혼고는 루리코에게 히어로의 상징으로서 받은 붉은 머플러를 목에 두르고 "가면라이더"를 자칭하며 쿠모오그를 쓰러트린다.
예비 은신처에 몸을 숨긴 혼고와 루리코 앞으로 정부의 남자와 정보기관의 남자가 나타나 경호와 정보제공을 해주는 대신 혼고처럼 오그멘트로 변하는 자들 및 그 소속조직 SHOCKER의 배제에 협력해줄 것을 요청하여 이들과 안티SHOCKER동맹을 맺는다. 아버지처럼 원래는 SHOCKER의 일원이었던 루리코는 SHOCKER가 인류를 행복으로 이끄는 것이 아니라 가장 깊이 절망에 빠진 인간을 구제하기 위해 설립된 비합법조직임을 밝힌다. 루리코는 자신이 가진 힘 때문에 고뇌하는 혼고를 내쳐버리고 싸움에서 떼어놓은 뒤 SHOCKER의 생화학 주간(主幹)연구자 코모리오그(コウモリオーグ)에게로 단신으로 향한다. 혼고는 싸울 각오를 다지고 루리코의 뒤를 쫓아 코모리오그를 쓰러트린다. 한편 루리코의 오라비 겸 SHOCKER의 일원 미도리카와 이치로(緑川イチロー)는 그녀가 혼고를 대동하고 자신에게 올 것을 상정하고 혼고와 같이 곤충합성형 오그멘트가 된 남자 이치몬지 하야토(一文字隼人)를 준비시킨다.
정부의 남자와 정보기관의 남자는 맹독성 화학병기를 사용하는 사소리오그(サソリオーグ)를 혼고의 힘을 빌리지 않고 배제했으니 루리코와 친한 하치오그(ハチオーグ)를 물리쳐줄 것을 의뢰한다. 하치오그는 혼고와 루리코에게 조직으로 돌아올 것을 권했으나 이를 거절당하자 마을사람들을 세뇌하여 조종, 두 명을 급습한다. 혼고는 하치오그의 세뇌 시스템을 파괴하기 위해 루리코를 아지트로 홀로 향하게 하고 상공에서 강하하여 서버를 파괴한다. 혼고는 하치오그를 쓰러트리나 숨통을 끊어놓지 않고 루리코와 더불어 투항할 것을 요청하지만 사소리오그의 데이터를 응용한 병기를 사용한 정보기관의 남자의 손에 의해 하치오그는 죽고 만다. 그녀의 죽음을 서러워하는 루리코를 혼고는 위로한다. 루리코는 혼고와의 교류를 통해 잠깐이나마 안심감과 행복을 느낀다.
번데기에서 우화하여 쵸오그(チョウオーグ)가 된 이치로는 아지트를 강습한 정부의 실동반(実働班)을 궤멸시킨다. 아무런 손상도 없이 미소를 띄운 채 죽은 그들에게 정부의 남자는 의문을 품는 가운데, 루리코는 이치로가 프라나를 강탈해 해비타트 세계(ハビタット世界)로 혼을 보낸 것이라고 알려준다. 이치로의 계획이란 모든 인간을 똑같이 해비타트 세계로 보낸다고 하는 인류멸망계획이었다. 혼고와 루리코는 이를 저지하고자 이치로의 아지트로 향한다. 루리코와 이치로는 서로가 서로의 데이터를 읽어냄으로써 목적을 달정할 예정이었으나, 루리코는 이치로의 압도적 힘으로 인해 그를 저지하지 못한다. 이치로는 이치몬지를 제2 밧타오그로서 혼고와 대결시킨다. 이치몬지는 혼고를 몰아세우나 루리코의 파리하라이즈(パリハライズ)로 세뇌가 풀려 붉은 머플러를 목에 둘리고 혼고를 도와달라는 부탁을 받는다. 그러나 돌연 나타난 카마키리・카멜레온(K.K)오그(カマキリ・カメレオン（K.K）オーグ)에 의해 루리코는 혼고의 눈앞에서 숨을 거둔다. 한편 아군으로 돌아선 이치몬지가 K.K를 쓰러트린다. 혼고는 자신의 마스크에 남겨진 루리코의 유언을 듣고 오열하고 정부의 남자와 정보기관의 남자에게 과거의 절망을 극복한 후의 싸움에 대한 생각을 전하고 그녀의 유지를 잇겠노라는 결의를 표명한다.
혼고는 이치로에게 향하지만 11체의 대량발생형 상변이(相変異) 밧타오그의 공격에 의해 핀치에 몰린다. 그러나 가면라이더 제2호를 자칭하는 이치몬지 덕분에 궁지를 벗어나 함께 밧타오그 무리를 격퇴하고 이치로의 아지트에 도착한다. 이치로는 압도적 프라나의 절대량에 의한 전투력으로 반격해왔다. 혼고와 이치몬지는 이치로의 프라나의 공급원인 옥좌에 애용하던 사이클론호를 특공시켜 파괴한다. 이치로는 완전체 가면라이더 제0호로 변신, 두 명을 몰아치지만 점차로 약해져 이치몬지에게 마스크가 파괴당하고 혼고에게 루리코의 파리하라이즈 시스템이 들어간 가면라이더 마스크를 쓰인다. 마스크 속에서 이치로는 루리코의 혼과 화해하여 계획을 포기한 뒤 마스크 속에서 세 사람이 동시에 존재할 수 없음을 깨닫고 루리코를 잃고 싶지 않다는 마음에서 그곳에서 벗어나 죽음을 받아들인다. 동시에 혼고도 사투의 영향으로 프라나가 소진돼 이치몬지의 눈앞에서 이치로와 더불어 소멸한다.
후일 이치몬지에게 정부의 남자와 정보기관의 남자가 혼고가 자신의 유지를 이어 가면라이더로서 계속해서 싸워주기를 그에게 바랐음을 전해준다. 가면라이더 제2+1호가 된 이치몬지는 마스크에 프라나를 고정한 혼고와 대화하며 새로운 적 코브라오그(コブラオーグ)와 싸우러 향한다.

## 출연
- 혼고 타케시/ 가면 라이더·제1호 메뚜기 오그 - 이케마츠 소스케
- 미도리카와 루리코 - 하마베 미나미
- 이치몬지 하야토/ 가면라이더 제2호·메뚜기 오그 - 에모토 타스쿠
- 미도리카와 히로시 - 츠카모토 신야
- 쇼커의 창시자 - 마츠오 스즈키
- 미도리카와 히로시 - 테즈카 토루
- 히로미 / 하치오그 - 니시노 나나세
- 카마키리 카멜레온 (K.K) 오그 - 혼고 카나타
- 신사복의 남자 - 우에스기 슈헤이
- 전갈 오그 - 나가사와 마사미
- 혼고 타케시의 아버지 - 나카무라 토오루
- 범인 - 야스다 켄
- 미도리카와 이치로의 어머니 - 이치카와 미카코
- 케이의 목소리 - 마츠자카 모모리
- 스파이더 목소리 - 오모리 나오
- 전갈 오그의 부하 - 우에스기 미히로
- 정보기관의 남자 - 사이토 타쿠미
- 정부의 남자 - 다케노우치 유타카
- 미도리카와 이치로 / 가면라이더 제0호·나비 오그 - 모리야마 미라이

## 스태프
- 제작 - 무라마츠 히데노부, 니시 신, 노다 타카히로, 오가타 토모유키, 후루사와 코유, 후지타 코유키, 스가이 아츠시, 카다 테츠로, 이케베 마사야, 이이다 마사유, 이케다 아츠로, 다나카 유스케
- 원작 - 이시노모리 쇼타로
- 감독 - 안노 히데아키
- 각본 - 안노 히데아키
- 이그제큐티브 프로듀서 - 시라쿠라 신이치로, 와다쿠라 카즈리
- 기획·프로듀스 - 키이 무네유키
- 프로듀서 - 코이데 다이키
- 라인 프로듀서 - 모리 토오루, 모리 켄쇼
- 컨셉 디자인 - 안노 히데아키
- 분장 총괄·의상 디자인 - 가시나이 이사오
- 촬영 - 이치카와 슈, 스즈키 케이조
- 조명 - 요시카쿠 쇼스케
- 미술 - 하야시다 유지
- 녹음 - 다나카 히로노부
- 액션 감독 - 타부치 케이야
- 편집 - 츠지타 에미
- 음악 - 이와사키 타쿠
- 제작사 - 영화〈신 가면라이더〉 제작 위원회(도에이, TV 아사히, ADK EM, 칼라, 반다이, 덴츠, 호리프로, Akatsuki, MBS, 아사히 신문, 도호 예능, GYAO)
- 제작 프로덕션 - 시네바자
- 배급 - 도에이

## 수상
- 제66회 블루리본상
  - 여우조연상 (하마베 미나미, 고지라-1.0과 함께)
- 제47회 일본 아카데미상
  - 우수 여우조연상 (하마베 미나미)
- 2023년 영화예술 일본 영화 베스트 텐 & 워스트 텐
  - 워스트 6위
- 제74회 예술선장신인상
  - 영화 부문